# Dubbelsångare
Dubbelsångare är ett musikalbum av Robert Broberg och är från 1996. Skivan innehåller låtar på engelska, svenska och blandningar av språken. De handlar om upplevelser som Broberg varit med om genom åren.

## Låtlista
Alla låtar är skrivna av Robert Broberg.
1. "Simsalabim Ladies & Gentlemen, spelet kan börja!" – 0:25
2. "Jag är en dubbelsångare" – 3:01
3. "Good Morning" – 1:39
4. "Without a Doubt" – 2:50
5. "I Feel Free" – 2:40
6. "Switch On My Life" – 2:50
7. "Blues i ess" – 0:30
8. "Hooked On Looks" – 2:26
9. "It Doesn't Change a Thing" – 2:16
10. "You're to Tall – I'm to Small" – 2:58
11. "Windshield Wipers" – 3:06
12. "It's Not the Arrival That Counts" – 3:42
13. "Magic Stuff" – 2:59
14. "In Reality – She's Just a Fantasy" – 2:26
15. "I Love the Sound of Your Skin" – 2:40
16. "There's Absolutely No One Cuter Than My Little Sweet Computer" – 2:44
17. "Silent Islands" – 3:20
18. "Aphrodite" – 2:34
19. "Mitt Rock 'N' Roll Home i Stockholm" – 4:38
20. "Simsalabim Ladies & Gentlemen – I'm viktlös!" – 1:36

Text, musik, arr, mix, omslag och produktion av Robert Broberg.

## Medverkande
- Robert Broberg — sång, gitarr, mandolin, percussion
- Uffe Börjesson — gitarr, banjo, kör
- Ove Karlén — keyboards, slidegitarr, kör
- Dick Karlsson — barytonsaxofon, kör, blåsarrangemang
- Peter Asplund — trumpet
- Hans Dyvik — trumpet
- Monika Bring — saxofon
- Per Grebacken — saxofon
- Anders G. Karlsson — trombon
- Magnus Granehall, Johan Norgren — trummor, kör
- Mats Nilsson — elbas, kör
- Jojje Wadenius — gitarr (6, 17)
- Bernt Andersson — dragspel, munspel
- S.N.Y.K.O. — stråkar
- Kör:
- Madeleine Lewerth
- Annika Lidhammar
- Malin Lindström
- Lotta Arvidsson